# Malutianka
Malutianka (ukr. Малютянка) – wieś na Ukrainie, w obwodzie kijowskim, w rejonie fastowskim. W 2023 liczyła 2137 mieszkańców, spośród których 2130 posługiwało się językiem ukraińskim, a 7 innym.
We wsi znajduje się muzeum Mykoły Pymonenki.